# Романцев, Евгений Фёдорович
Евгений Фёдорович Романцев (1922—1994) — советский учёный и педагог в области молекулярной радиобиологии, биохимии и радиационной биохимии, доктор медицинских наук (1962), профессор (1962), член-корреспондент АМН СССР (1978).

## Биография
Родился 5 февраля 1922 года в Москве.
С 1937 по 1941 и с 1945 по 1947 год обучался на кафедре физиологии человека и животных биолого-почвенного факультета Московского государственного университета. С 1941 года участник Великой Отечественной войны в составе 19-й стрелковой бригады в должности помощника командира взвода сапёрной роты, воевал на Западном и Юго-Западном фронте, участвовал в обороне Москвы, во время боёв получил ранение средней дастепени.
С 1947 года на научно-исследовательской работе в Институте биофизики при Третьем Главном управлении Министерства здравоохранения СССР в должностях научного сотрудника, старшего научного сотрудника, с 1962 по 1974 год — руководитель лаборатории радиационной биохимии, с 1974 года — руководитель отдела радиационной биохимии.

### Научно-педагогическая деятельность
Основная научно-педагогическая деятельность Е. Ф. Романцева была связана с вопросами в области изучения биосинтеза, репарации и репликации генома человека при лучевых поражениях, фармакологической биохимии радиозащитных лекарственных средств, а так же в области молекулярной радиобиологии, биохимии и радиационной биохимии. Е. Ф. Романцев являлся членом Президиума Всесоюзного биохимического общества и заместителем руководителя Экспертного совета ВАК СССР в области биологии.
В 1962 году он защитил диссертацию на учёную степень доктор медицинских наук по теме: «Расшифровка биохимических механизмов действия радиозащитных лекарственных средств», в 1962 году ему было присвоено учёное звание — профессор. В 1978 году был избран член-корреспондентом АМН СССР. Под руководством Е. Ф. Романцева было написано около двухсот научных трудов, им было подготовлено девятнадцать кандидатских и докторских диссертациях. Е. Ф. Романцев являлся редактором редакционного отдела «Медицинская радиология» Большой медицинской энциклопедии.
Скончался 8 января 1994 года в Москве.

## Награды
- Орден Славы 3-й степени